# ゲイリー・バーツ

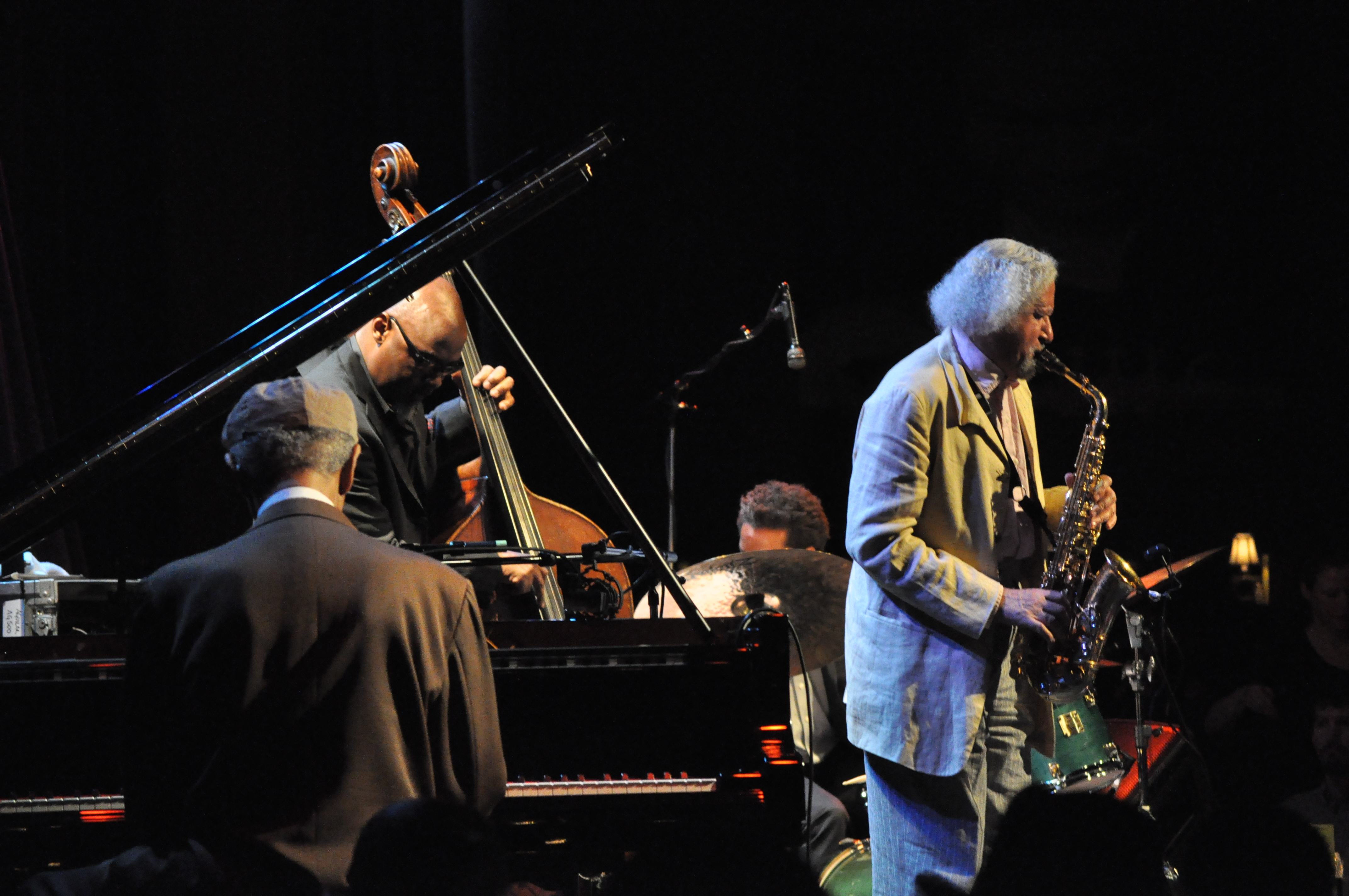
マッコイ・タイナーと演奏するバーツ（右、2012年）

ゲイリー・バーツ（Gary Bartz、1940年9月26日）は、アメリカ合衆国のジャズ・サクソフォーン奏者。2度、グラミー賞を受賞している。

## 略歴

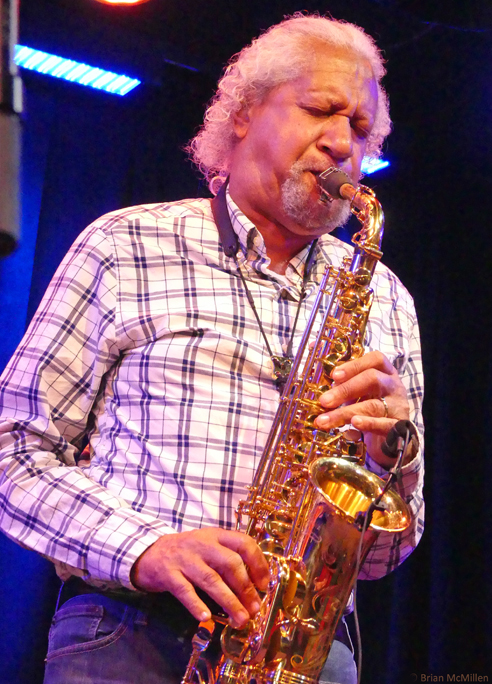
ゲイリー・バーツ（2017年）

バーツはボルチモアのナイトクラブのオーナーの息子として、初めてジャズに触れた。1958年にボルチモアを離れ、ジュリアード音楽院で学んだ。1960年代初頭、チャールズ・ミンガスのジャズ・ワークショップでエリック・ドルフィーやマッコイ・タイナーと共演。マックス・ローチやアビー・リンカーンのサイドマンとして活動した後、アート・ブレイキー&ザ・ジャズ・メッセンジャーズに加わった。1968年には、マッコイ・タイナーのバンド、エクスパンションズのメンバーを務めた。
1970年半ば、マイルス・デイヴィスのバンドに参加。8月にワイト島音楽祭で演奏し、12月にワシントンD.C.にあるセラー・ドア・クラブで一連のライブを行った。このライブからの一部の音源が1971年のアルバム『ライヴ・イヴル』に収録され、4夜全6公演すべてが2005年にボックスセット『ザ・セラー・ドア・セッションズ1970』で完全版としてリリースされた。
その後、ジャズ、ファンク、ソウルを組み合わせたバンド「NTU・トゥループ (NTU Troop)」を結成した。
バーツは、第40回グラミー賞においてロイ・ハーグローヴのアルバム『ハバナ』での演奏により「ベスト・ラテン・ジャズ・パフォーマンス」賞を、第47回グラミー賞においてマッコイ・タイナーズ・イルミネーションズにより「ベスト・ジャズ・インストゥルメンタル・アルバム、個人またはグループ」賞を受賞した。
バーツは、ケネディ・センターで開催された特別式典にて、BNYメロン・ジャズ 2015年リヴィング・レガシー賞を贈られた。
2019年、リヴァイヴ・ミュージックとバーツは、ニューヨークのウィンター・ジャズフェストにて、オリジナル・メンバーを務めたファラオ・サンダースと共に、自身のアルバム『アナザー・アース』50周年を記念するライブ演奏を行った。  
彼は現在、オーバリン大学のジャズ・サクソフォーン教授を務めている。

## ディスコグラフィ

### ソロ・アルバム
- 『リブラ』 - Libra (1967年、Milestone) ※Gary Bartz Quintet名義
- 『アナザー・アース』 - Another Earth (1968年、Milestone)
- 『ホーム』 - Home! (1969年、Milestone) ※Gary Bartz NTU Troop名義
- 『ハーレム・ブッシュ・ミュージック - タイファ』 - Harlem Bush Music - Taifa (1970年、Milestone) ※Gary Bartz NTU Troop名義
- 『ハーレム・ブッシュ・ミュージック - ウフル』 - Harlem Bush Music - Uhuru (1971年、Milestone) ※Gary Bartz NTU Troop名義
- Juju Street Songs (1972年、Prestige) ※Gary Bartz NTU Troop名義
- 『フォロウ、ザ・メディシン・マン』 - Follow the Medicine Man (1972年、Prestige) ※Gary Bartz NTU Troop名義
- 『アイヴ・ノウン・リヴァーズ・アンド・アザー・ボディーズ』 - I've Known Rivers and Other Bodies (1973年、Prestige) ※Gary Bartz NTU Troop名義
- 『シンゲレラ : ア・ゲットー・フェアリー・テイル』 - Singerella: A Ghetto Fairy Tale (1973年、Prestige) ※Gary Bartz NTU Troop名義
- 『アルティッシモ』 - Altissimo (1973年、Philips)
- 『ザ・シャドウ・ドゥ』 - The Shadow Do! (1975年、Prestige)
- 『ジュジュ・マン』 - Juju Man (1976年、Catalyst)
- 『ミュージック・イズ・マイ・サンクチュアリ (聖域)』 - Music Is My Sanctuary (1977年、Capitol)
- 『ラヴ・アフェア』 - Love Affair (1978年、Capitol)
- 『ラヴ・ソング』 - Love Song (1978年、Vee-Jay)
- 『バーツ』 - Bartz (1980年、Arista)
- Monsoon (1988年、SteepleChase) ※Gary Bartz Quartet名義
- 『リフレクションズ・オブ・モンク - ファイナル・フロンティア』 - Reflections of Monk: The Final Frontier (1988年、Steeplechase)
- West 42nd Street (1990年、Candid) ※ライブ、Gary Bartz Quintet名義
- 『ゼア・ゴーズ・ザ・ネイバーフッド!』 - There Goes the Neighborhood (1990年、Candid) ※ライブ
- 『シャドウズ』 - Shadows (1991年、Timeless)
- Episode One: Children of Harlem (1994年、Challenge)
- The Red And Orange Poems (1994年、Atlantic)
- 『アルト・メモリーズ』 - Alto Memories (1995年、Verve)
- Blues Chronicles: Tales of Life (1996年、Atlantic)
- Live @ the Jazz Standard, Vol. 1: Soulstice (1999年、OYO)
- The Montreal Concert (2001年、DSM) ※ライブ
- Continuum Act One (2003年、Space Time)
- Soprano Stories (2005年、OYO)
- Coltrane Rules: Tao of a Music Warrior (2012年、OYO)

### 参加アルバム
マッコイ・タイナー
- 『エクスパンションズ』 - Expansions (1968年、Blue Note)
- Cosmos (1970年、Blue Note)
- 『エクステンションズ』 - Extensions (1973年、Blue Note)
- 『アサンテ』 - Asante (1974年、Blue Note)
- 『サマ・ラユーカ』 - Sama Layuca (1974年、Milestone)
- 『フォーカル・ポイント』 - Focal Point (1976年、Milestone)
- 『ルッキング・アウト』 - Looking Out (1982年、Columbia)
- 『ディメンションズ』 - Dimensions (1984年、Elektra)
- McCoy Tyner & The Latin All-Stars (1999年、Telarc)
- 『イルミネイションズ』 - Illuminations (2004年、Telarc)

マイルス・デイヴィス
- 『ライヴ・イヴル』 - Live=Evil (1971年)
- 『ザ・セラー・ドア・セッションズ1970』 - The Cellar Door Sessions 1970 (2005年)
- 『ビッチェズ・ブリュー・ライヴ』 - Bitches Brew Live (2011年)
- 『ニューポートのマイルス・デイビス1955-1975：ブートレグ・シリーズVol.4』 - Miles Davis at Newport 1955-1975: The Bootleg Series Vol. 4 (2015年)

ノーマン・コナーズ
- 『ラヴ・フロム・ザ・サン』 - Love from the Sun (1974年、Buddah)
- Slewfoot  (1974年、Buddah)
- 『ネイマ』 - Dance of Magic: Live at the Nemu Jazz Inn (1975年、Nippon Columbia/Cobblestone)
- 『サタディ・ナイト・スペシャル』 - Saturday Night Special  (1975年、Buddah)
- 『ロマンティック・ジャーニー』 - Romantic Journey  (1977年、Buddah)
- 『ディス・イズ・ユア・ライフ』 - This Is Your Life (1978年、Buddah/Arista)
- 『インヴィテーション』 - Invitation (1979年、Buddah/Arista)

その他
- アート・ブレイキー&ザ・ジャズ・メッセンジャーズ : Soul Finger (1965年、Limelight) ※バーツのレコーディング・デビュー作
- アート・ブレイキー : 『ホールド・オン、アイム・カミング』 - Hold On, I'm Coming (1966年、Limelight) ※「Slowly But Surely」のみ
- ロイ・エアーズ : 『ストーンド・ソウル・ピクニック』 - Stoned Soul Picnic (1968年、Atlantic)
- マックス・ローチ : 『不屈の闘士』 - Members, Don't Git Weary (1968年、Atlantic)
- ファラオ・サンダース : 『サマン・バクマン・アムヤン』 - Deaf Dumb Blind (Summun Bukmun Umyun) (1970年、Impulse!)
- ウディ・ショウ : 『ブラックストーンの伝承』 - Blackstone Legacy (1970年、Contemporary)
- ジャッキー・マクリーン : 『オード・トゥ・スーパー』 - Ode to Super (1973年、SteepleChase)
- ドナルド・バード : 『ステッピン・イントゥ・トゥモロー』 - Stepping into Tomorrow (1974年)
- ジーン・アモンズ : 『グッドバイ』 - Goodbye (1974年、Prestige)
- ジョン・リー & ジェリー・ブラウン : 『インフィニット・ジョーンズ』 - Infinite Jones (1974年、Keytone) ※『バンブー・マッドネス』として再発あり
- ケニー・バレル : Ellington Is Forever Volume Two (1975年、Fantasy)
- チャールズ・トリヴァー : Paper Man (1975年、Freedom) ※1968年録音
- ドナルド・バード : 『カリカチュアズ』 - Caricatures (1976年)
- アルフォンス・ムゾーン : 『美徳』 - Virtue (1976年)
- ランス・アレン・グループ : 『セイ・マイ・フレンド』 - Say My Friend (1977年)[10]
- フィリス・ハイマン : 『ソフト&メローの妖精』 - Phyllis Hyman (1977年)
- フィリス・ハイマン : 『ユー・ノウ・ハウ・トゥ・ラヴ・ミー』 - You Know How to Love Me (1979年、Arista)
- ウディ・ショウ : For Sure! (1979年、Columbia)
- フィリス・ハイマン : 『キャント・ウィ・フォール・イン・ラヴ・アゲイン』 - Can't We Fall in Love Again (1981年)
- ウディ・ショウ : 『ユナイテッド』 - United (1981年、Columbia)
- レア・シルク : 『ニューヨーク・アフターヌーン』 - New Weave (1983年、Polydor)
- スフィア : 『スフィア』 - Sphere (1987年、Verve)
- ドナルド・ブラウン : Sources of Inspiration (1989年、Muse)
- ルイ・ヘイズ : The Crawl (1989年、Candid)
- アントニオ・ハート : 『ドント・ユー・ノウ・アイ・ケア』 - Don't You Know I Care (1992年)
- ボブ・シール・コレクティヴ : Lion-Hearted (1993年)
- チップ・ホワイト : Harlem Sunset (1994年、Postcards)
- シンディ・ブラックマン : The Oracle (1995年、Muse)
- レイ・ドラモンド : Vignettes (1996年、Arabesque)
- ロバート・ウォルター : Spirit of '70 (1996年)
- マラキ・トンプソン : Rising Daystar (1999年、Delmark)
- ジョージ・ケイブルス : Shared Secrets (2001年、MuseFX)
- バーニー・マッコール : Release the Day (2001年)
- ジョー・チェンバース : Urban Groove (2003年、441 Records)
- ジョージ・ケイブルス : Looking for the Light (2003年、MuseFX)
- マラキ・トンプソン : Blue Jazz (2003年、Delmark)
- グレイシャン・モンカー3世 : Exploration (2004年)
- Heads of State[11] : Search for Peace (2015年、Smoke Sessions)
- Heads of State : Four in One (2017年、Smoke Sessions)